# Bactericera perrisii
Bactericera perrisii är en insektsart som beskrevs av Puton 1876. Bactericera perrisii ingår i släktet Bactericera och familjen spetsbladloppor. Inga underarter finns listade i Catalogue of Life.